# Theo Albrecht
Theodor Paul "Theo" Albrecht (født 28. marts 1922, død 24. juli 2010) var en tysk erhvervsmand, der i 2010 var placeret som nummer 31 på Forbes' liste over verdens rigeste personer med en formue på 16,7 milliarder dollars. Han var ejer af supermarkedskæden Aldi Nord (herunder de danske butikker) samt Trader Joe's i USA, mens hans bror Karl Albrecht ejer Aldi Süd. De to grene stammer fra familieforetagendet Aldi (Albrecht Discount) etableret i 1946; det oprindelige Aldi blev opdelt i de to grene i 1960.
Theo Albrecht var en meget privat person, og man kender ikke meget til hans privatliv. Det mest opsigtsvækkende i hans liv set fra et offentligt synspunkt var, at han i 1971 blev kidnappet i sytten dage. Han blev løskøbt for en sum af 7 millioner D-mark.